# Terry Antonis
Terry Antonis, né le 15 novembre 1993 à Sydney en Australie, est un footballeur international australien. Il joue au poste de milieu de terrain au Uthai Thani FC.

## Biographie

### Carrière internationale
Il est retenu par Ange Postecoglou pour disputer la Coupe d'Asie de 2015 qui se déroule en Australie. 
Il compte 3 sélections pour 0 but en équipe d'Australie depuis 2012.

## Palmarès
- Vainqueur de la Coupe d'Asie des nations 2015 avec l'Australie
- Championnat d'Australie en 2018